# Celsa Agniel de Fonfrede y Blázquez-Dávila
Celsa Agniel de Fonfrede i Blázquez-Dávila (Ateca, Saragossa, 20 de maig de 1851 - Sevilla, 20 de març de 1929) va ser una ramadera espanyola, propietària de la Ganadería de Concha y Sierra de casta vazquenya.
La seva filla Pilar García Agniel de Fonfrede es va casar amb Joaquín Pareja Obregón Sartorius, fill del VII comte de la Camorra. El seu fill va ser Manuel Pareja Obregón compositor de la Salve rociera.